# Isaac Levin Auerbach
Isaac Levin Auerbach (geboren am 21. März 1791 in Inowrocław; gestorben am 5. Juli 1853 in Dessau) war ein deutscher Prediger, Erzieher und Schriftsteller.

## Leben
Er war der Sohn von Lewin Isaak Auerbach, Rabbiner von Inowrocław, und Bruder von Baruch Auerbach, dem Gründer des jüdischen Waisenhauses in Berlin. Nachdem er zunächst von seinem Vater, dann in Lissa eine Ausbildung in Bibel und Talmud erhalten hatte, ging er nach Berlin, wo er sich dem Studium der Sprachen und Wissenschaften widmete. Isaac Levin Auerbach gehörte zu der kleinen Gruppe jüdischer junger Männer in Berlin, die im ersten Viertel des 19. Jahrhunderts den Weg für Reformen im Judentum ebneten.
Auerbach wurde Prediger am Jacobstempel, in dem auch Eduard Kley, Karl Siegfried Günsburg und Leopold Zunz gottesdienstliche Vorträge mit Gebeten, Gesang und Orgelmusik hielten. Es folgte eine Anstellung als Lehrer an der jüdischen Mädchenschule in Berlin. Er plädierte für Reformschulen im Geist der Toleranz in allen religiösen und politischen Angelegenheiten und war Gründungsmitglied des Vereins für Cultur und Wissenschaft der Juden. Er war fast vierzig Jahre Direktor des Brüder-Vereins in Berlin.
Auerbach wurde 1828 als Prediger an den deutsch-israelitischen Tempel nach Leipzig berufen, wo er bis 1851 amtierte. Acht Jahre zuvor, 1820, fand auf der Leipziger Messe ein Reformgottesdienst nach Hamburger Vorbild statt. Gleichzeitig wurde von Hamburger, Altonaer und Berliner Juden der reformjüdische Tempel Beth Jacob, für den später die Bezeichnung Leipzig-Berliner-Synagoge gebräuchlich wurde, mit den Psalmen von Giacomo Meyerbeer im Leipziger Paulinum begründet. Leopold Zunz hielt dabei die erste Predigt auf der Leipziger Messe, die an den hohen Feiertagen des Monats Tischri stattfand. Der Tempelgottesdienst wurde im Saal des Paulinums oder an verschiedenen privaten Orten gefeiert, wenn er nicht zu den hohen Festtagen auf der Leipziger Messe (ab 1828 mit regelmäßigen Predigten Auerbachs) stattfand.
1845 wurde Adolf Jellinek, nachdem sich in Leipzig eine Israelitische Religionsgemeinde unter dem Schirm des Dresdener Rabbiners Zacharias Frankel gebildet hatte, zum Prediger der Gemeinde gewählt. Das Konservative Judentum bekam die Führung über die ursprünglich liberale Reformbewegung im Stile Auerbachs. Auerbach verbrachte seine letzten Lebensjahre in Dessau. Erst 1855, zwei Jahre nach Auerbachs Tod, wurde für den Tempelgottesdienst die Große Gemeindesynagoge fertiggestellt und eingeweiht.

## Werke (Auswahl)
- Sind die Israeliten verpflichtet ihre Gebete durchaus in der hebräischen Sprache zu verrichten? : Aus d. Quellen d. Talmuds u. d. spätern Gesetzlehrer erörtert. Berlin 1828.
- Die Wichtigsten Angelegenheiten Israels Erörtert Und Vorgetragen in Predigten Bei Dem, in Leipzig, Nach Dem Vorbilde Des Neuen Tempelvereins Zu Hamburg Während der Messen Stattfindenden Israelitischen Gottesdienste. Leipzig 1828.
- Die Aufnahme Israels in die Grosse Gemeinschaft der Nationen. Leipzig 1833.
- Israels jüngste Heimsuchung im Morgenlande. Predigt, gehalten am Sonnabend den 9.Mai 1840 bei dem in Leipzig während der Messen stattfindenden deutsch-israelitischen Gottesdienste. Leipzig 1840. (über die Damaskusaffäre)
- Das Verständniss der Zeit. Predigt, gehalten am Sonnabend den 12. April 1845 in dem deutsch-israelitischen Tempel zu Leipzig. Leipzig 1845.